# Чемпионат России по вольной борьбе 2023
Чемпионат России по вольной борьбе 2023 года прошёл 20-24 июня в Каспийске (Дагестан) во дворце спорта имени Али Алиева.

## История проведения
16 февраля 2023 года федерация спортивной борьбы России опередило Каспийск местом проведения турнира. Ранее чемпионат России в Каспийске проводился в 2015 году. А чемпионаты СССР по вольной борьбе в малых весах принимала Махачкала в 1968 и в 1970 годах, а в 1989 году чемпионат СССР прошёл во всех весовых категориях. Кандидатуру проведения чемпионата России в Дагестане предложил Омар Муртузалиев — первый вице-президент Федерации спортивной борьбы России, заслуженный тренер России, бизнесмен и меценат, в честь 100-летия рождения Расула Гамзатова. В марте 2023 года стало известно, что чемпионат России по вольной борьбе пройдёт совместно с чемпионатом России по женской борьбе. С 19 по 21 мая 2023 года во дворце спорта имени Али Алиева состоится традиционный Мемориал имени Али Алиева. 18 мая 2023 года стало известно, что начало чемпионата перенесли с 13 на 19 июня. 16 июня 2023 года на пресс-конференции в Махачкале было объявлено, что 20 июня 2023 года первый день турнира.

## Организация проведения соревнований
14 июня 2023 года в первый же день онлайн-продажи билетов их было реализовано более двух тысяч. Цена одного билета на любой ряд и место на каждый день соревнований — 200 рублей. Билеты также можно приобрести в кассах стадиона «Труд» им. Елены Исинбаевой в Махачкале и в кинотеатре «Москва» в Каспийске. Также будут организованы фан-зоны для болельщиков на стадионе «Труд» в Махачкале и на территории «Анжи-Арены» в Каспийске, где на больших экранах можно будет смотреть прямую трансляцию с чемпионата. Кроме того, планируется провести онлайн-трансляция в интернете. С 29 мая 2023 года по 15 июня 2023 года была открыта регистрация СМИ на объединенные чемпионаты России. 19 июня 2023 за один день до начала чемпионата в Каспийске Федерация спортивной борьбы России  совместно с ФГБУ «Центром спортивной подготовки» сборных команд России провели антидопинговый семинар для тренеров и иного персонала спортсменов.

## Спортивные сооружения
Чемпионат прошёл в 5-тысячном Дворце спорта имени Али Алиева, открытом в 2011 году. Крупнейший спорткомплекс на Северном Кавказе уже принимал Кубок мира по вольной борьбе в 2011 году, чемпионат Европы по борьбе 2018 года, также Чемпионат России по вольной борьбе 2015 года, дворец спорта является постоянным местом проведения Международного турнира имени Али Алиева. Общая площадь современного многофункционального спортивного комплекса составляет 17 тысяч квадратных метров. Вместимость сооружения — 5,5 тыс. посадочных мест с возможностью расширения до шести тысяч.

## Призовой фонд
Общий призовой фонд чемпионата России по вольной борьбе составит 7 500 000 рублей – по 750 000 рублей в каждой из 10 весовых категорий. Чемпионы России помимо эксклюзивных поясов победителя получат по 250 000 рублей, тренеры победителя получат по 150 000 рублей. Финалист турнира получит 150 000 рублей, обладателей бронзовых медалей премируют 100 000 рублями. Победителю в весовой категории до 70 кг от бывшего чемпиона UFC Хабиба Нурмагомедова был специальный приз — 5000 долларов США, которые достались Евгению Жербаеву. Победителю в весовой категории до 61 кг от действующего чемпиона UFC Ислама Махачева был специальный приз — 200 000 рублей, которые достались Абасгаджи Магомедову.

## Участники соревнований
В конце марта 2023 года по словам главного тренера сборной Дагестана Гаджи Рашидова на чемпионате России выступят около 60 борцов хозяина турнира, завоевавших это право по результатам прошлогоднего чемпионата России, мемориала имени Ивана Ярыгина и некоторых других стартов. В начале июня 2023 года стало известно, что сборную Дагестана по вольной борьбе на турнире представят порядка 120 борцов, такого количества борцов вольного стиля на чемпионатах России ранее не было. Всего на турнире планируется участие 440 спортсменов. Из-за травмы чемпионат пропустит капитан сборной России по вольной борьбе Абдулрашид Садулаев, по этой же причине Разамбек Жамалов, действующий Олимпийский чемпион Заурбек Сидаков из-за болезни не выступит на турнире. В конце мая 2023 года сборная Дагестана презентовала новую спортивную форму к чемпионату. На турнире примет участие 20 борцов сборной Бурятии, 23 борца сборной Якутии, Чувашию представит только Сергей Козырев, также один представитель у Тюменской области. На совместном чемпионате России по мужской и женской борьбе выступят более 600 спортсменов из 45 субъектов России, ожидается порядка 900 гостей объединённых чемпионатов. 19 июня 2023 после оглашения официальной заявки стало известно, что сборную Дагестана в итоге представят 105 борцов.

## Медалисты
| Категория | Золото                                | Серебро                                | Бронза                                                                                    |
| --------- | ------------------------------------- | -------------------------------------- | ----------------------------------------------------------------------------------------- |
| До 57 кг  | Заур Угуев · Дагестан                 | Артём Гобаев · Москва                  | Начын Монгуш · Тыва Рамиз Гамзатов · Ставропольский край                                  |
| До 61 кг  | Абасгаджи Магомедов · Дагестан        | Муслим Мехтиханов · Дагестан           | Динислам Тахтаров · Дагестан Алик Хадарцев · Ханты-Мансийский автономный округ — Югра     |
| До 65 кг  | Шамиль Мамедов · Москва               | Ибрагим Ибрагимов · Дагестан           | Джамбулат Кизинов · Ханты-Мансийский автономный округ — Югра Гаджимурад Омаров · Дагестан |
| До 70 кг  | Евгений Жербаев · Бурятия             | Иналбек Шериев · Московская область    | Курбан Шираев · Дагестан Азнаур Таваев · Дагестан                                         |
| До 74 кг  | Чермен Валиев · Северная Осетия       | Тимур Бижоев · Краснодарский край      | Давид Баев · Ханты-Мансийский автономный округ — Югра Магома Дибиргаджиев · Дагестан      |
| До 79 кг  | Ахмед Усманов · Дагестан              | Гаджимурад Алихмаев · Брянская область | Халид Яхиев · Чечня Ахмед Манилов · Калининградская область                               |
| До 86 кг  | Арслан Багаев · Москва                | Аманулла Гаджимагомедов · Дагестан     | Ада Багомедов · Дагестан Артур Найфонов · Ханты-Мансийский автономный округ — Югра        |
| До 92 кг  | Владислав Валиев · Северная Осетия    | Тажудин Мухтаров · Дагестан            | Алан Багаев · Ханты-Мансийский автономный округ — Югра Асхаб Саадуллаев · Дагестан        |
| До 97 кг  | Алихан Жабраилов · Дагестан           | Магомед Курбанов · Дагестан            | Сергей Козырев · Чувашия Шамиль Мусаев · Дагестан                                         |
| До 125 кг | Абдулла Курбанов · Краснодарский край | Эрик Джиоев · Красноярский край        | Ален Хубулов · Северная Осетия Сослан Хинчагов · Крым                                     |

## Расписание соревнований[25]
| К | Квалификация | У | Утешительные схватки | П | Полуфиналы | Ф | Финалы |

| Вольная борьба (мужчины)    |   |   |   |   |   |   |   |   |   |   |
| весовая категория до 57 кг  | К | П | У | Ф |   |   |   |   |   |   |
| весовая категория до 61 кг  |   |   | К | П | У | Ф |   |   |   |   |
| весовая категория до 65 кг  | К | П | У | Ф |   |   |   |   |   |   |
| весовая категория до 70 кг  | К | П | У | Ф |   |   |   |   |   |   |
| весовая категория до 74 кг  |   |   | К | П | У | Ф |   |   |   |   |
| весовая категория до 79 кг  |   |   |   |   |   |   | К | П | У | Ф |
| весовая категория до 86 кг  |   |   |   |   | К | П | У | Ф |   |   |
| весовая категория до 92 кг  |   |   |   |   | К | П | У | Ф |   |   |
| весовая категория до 97 кг  |   |   |   |   |   |   | К | П | У | Ф |
| весовая категория до 125 кг |   |   |   |   |   |   | К | П | У | Ф |